# Витановићи Горњи
Витановићи Горњи су насељено мјесто у саставу дистрикта Брчко, БиХ.

## Становништво
| Националност       | 1991.        |
| Хрвати             | 158 (55,24%) |
| Срби               | 98 (34,27%)  |
| Муслимани          | 1 (0,35%)    |
| Југословени        | 9 (3,15%)    |
| остали и непознато | 20 (6,99%)   |
| Укупно             | 286          |